# Hof te Bollebeek

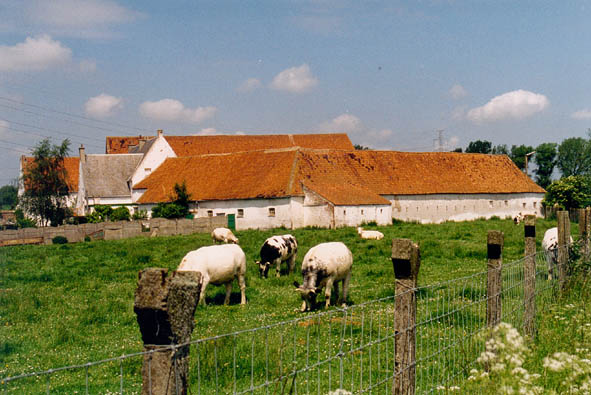
Hof te Bollebeek

Het Hof te Bollebeek is een hoeve in de tot de Vlaams-Brabantse gemeente Asse behorende plaats Bollebeek, gelegen aan de Bollebeekstraat 2.

## Geschiedenis
Het Hof te Bollebeek was het centrum van een domein dat in 1117 door Godfried I van Leuven werd overgedragen aan de Abdij van Vorst. In 1438 werd de naam Hof te Bollebeek voor het eerst gebezigd. Bij het hof hoorde ook een watermolen. Een eerste stenen huis werd in de 16e eeuw gebouwd. In 1684 werd het complex door brand verwoest. In 1687 werd de boerderij herbouwd. Ook werd het domein gesplitst in een Oud Hof en een Nieuw Hof (dat tegenwoordig bekend is als Hof ter Heiden). In 1704 was er weer een brand, maar in 1706 was alles vrijwel hersteld.

## Gebouw
Het betreft een gesloten hoevecomplex waarvan de oudste delen uit de 17e eeuw stammen. De gebouwen vormen een onregelmatige vijfhoek met een toegangspoort en een veldpoort.
Er is een monumentaal woonhuis met daarnaast een stal die nog sporen van de vroegere vakwerkbouw vertoont. Er zijn nog enkele andere stallen en een monumentale langsschuur waarop nog het jaartal 1687 is aangebracht.